# 大道珠貴
大道 珠貴（だいどう たまき、女性、1966年4月10日 - ）は、日本の小説家。福岡県福岡市出身、神奈川県鎌倉市在住。

## 経歴
福岡県立福岡中央高等学校卒業。19歳の時に太宰治の作品に触発され、本格的に小説を書き始める。24歳でラジオドラマの脚本家としてデビュー。2000年、「裸」が第30回九州芸術祭文学賞を受賞して小説家デビュー。同作で第123回芥川賞候補。2003年、「しょっぱいドライブ」で第128回芥川賞受賞。2005年、『傷口にはウオッカ』で第15回Bunkamuraドゥマゴ文学賞受賞（選考は富岡多恵子）。2021年、結婚。

## 作品リスト

### 小説
- 『背く子』（講談社、2001年/講談社文庫、2004年、ISBN 9784062749275）
- 『裸』（文藝春秋、2002年/文春文庫、2005年、ISBN 9784167698010）
  - 裸（『文學界』2000年4月号）
  - スッポン（『文學界』2000年10月号）
  - ゆううつな莓（ 『文學界』2001年12月号）
- 『しょっぱいドライブ』（文藝春秋、2003年/文春文庫、2006年、ISBN 978-4167698027）
  - しょっぱいドライブ（『文學界』2002年12月号）
  - 富士額（『文學界』2001年2月号）
  - タンポポと流星（『文學界』2002年6月号）
- 『銀の皿に金の林檎を』（双葉社、2003年/双葉文庫、2006年、ISBN 9784575510805）
  - 初出:『小説推理』2002年8月号 - 2003年5月号
- 『ひさしぶりにさようなら』（2003年、講談社/講談社文庫、2006年、ISBN 9784062754835）
  - ひさしぶりにさようなら（『群像』2002年12月号）
  - いも・たこ・なんきん（『群像』2003年6月号）
- 『ミルク』（中央公論新社、2004年/中公文庫、2007年、ISBN 9784122049253）
  - ミルク、野菜ジュース、マシュマロを焼く、ラ・フランス、回転キャンディー、朝がゆにしない？、日の丸弁当
- 『素敵』（光文社、2004年/光文社文庫、2007年、ISBN 9784334742270）
  - 純白（『小説宝石』2003年4月号）
  - 素敵
  - 一泊（『小説宝石』2003年12月号）
  - 走る（『小説宝石』2004年6月号）
  - カバくん
- 『傷口にはウオッカ』（講談社、2005年/講談社文庫、2008年、ISBN 9784062759656）
  - 初出:『群像』2004年11月号
- 『たまたま…』（2005年、朝日新聞社）
  - 初出:『小説トリッパー』2003年冬季号 - 2005年冬季号
- 『後ろ向きで歩こう』（文藝春秋、2005年/2008年、文春文庫、ISBN 9784167698034）
  - 後ろ向きで歩こう（『文學界』2005年1月号）
  - 旬（『文學界』2004年7月号）
  - 多生の縁（『文學界』2003年7月号）
- 『ハナとウミ』（双葉社、2005年　のち文庫）
  - 初出:『小説推理』2004年4月号 - 2005年3月号
- 『ケセランパサラン』（小学館、2006年）のち文庫　
  - ちまきのこと、草太のこと、フユヲとハルヲのこと、剣のこと
- 『蝶か蛾か』（文藝春秋、2006年）
  - 初出:『別冊文藝春秋』2005年9月号 - 2006年9月号
- 『オニが来た』（光文社、2007年）
- 『ショッキングピンク』（講談社、2007年）のち文庫　
  - 青すぎる空（『小説現代』2004年4月号）
  - さらわれたい
  - 準ミス熱海（『小説現代』2006年2月号）
  - 懐く、冷たいスミレ、髄を吸う、ショッキングピンク
- 『立派になりましたか?』（双葉社、2008年）のち文庫　
  - 初出:『小説推理』連載
- 『きれいごと』(文藝春秋、 2011） 
  - 初めてなのに懐かしいひと（『文學界』2010年1月）身重で身軽（『文學界』2010年7月）きれいごと（『文學界』2010年11月）を下敷きに長篇として書き下ろし。
- 『煩悩の子』（双葉社、2015） のち文庫

### エッセイ
- 『東京居酒屋探訪』（講談社、2006年）のち文庫　
  - 初出:『小説現代』連載

#### 単行本未収録作品
- こたつ（『文學界』2001年5月号）
- 乳しぼり器（『文學界』2001年10月号）
- チョーク（『文學界』2002年2月号）
- ガソリン（『文學界』2003年3月号）
- 落ち葉焚き（『新潮』2003年5月号）
- チワワ（『小説新潮』2003年8月号）
- 当たり屋（『新潮』2003年10月号）
- 鳥から落ちた羽（『小説宝石』2005年3月号）
- ブルーギル日和（『オール讀物』2005年10月号）
- 大きくなあれ（『文學界』2005年11月号）
- 目を合わせないで下さい（『オール讀物』2006年2月号）
- ゆうれいトンネル（『私らしくあの場所へ』講談社文庫、2006年）
- 命からがら（『文學界』2011年7月）
- 隙（『オール讀物』2013年4月号）
- 睡蓮水（『かまくら春秋』2015-16年10月、連載）
- ピットプル（『小説宝石』2021年3月）